# Íñigo Alfonso
Pour les articles homonymes, voir Alfonso.
 (août 2022).
Íñigo Alfonso né à Pampelune en 1979 est un journaliste espagnol, présentateur de Radio Nacional de España depuis 2018,.

## Biographie
Íñigo Alfonso est né à Pampelune, en 1979. Il a étudié au Collège Claret Larraona de Pampelune. Il a étudié le journalisme à l'Université de Castille-La Manche,,.

## Prix
Il reçoit le prix Teobaldo de journalisme en 2021,.